# Vacunación contra la COVID-19 en Italia
La vacunación contra la COVID-19 en Italia es la estrategia nacional de vacunación iniciada el 27 de diciembre de 2020 para vacunar contra la COVID-19 a la población del país, en el marco de un esfuerzo mundial para combatir la pandemia de COVID-19. El inicio de la vacunación se llevó a cabo el jueves 27 de diciembre de 2020 en el Hospital Lazzaro Spallanzani de Roma y las vacunas están destinadas como primera etapa para los miembros del personal médico y sanitario del país.
Desde el 15 de octubre de 2021 la vacunación es obligatoria para todos los trabajadores del país.
El 8 de noviembre, el Senado aprobó un proyecto de ley para el establecimiento de la primera comisión parlamentaria de investigación del mundo sobre el COVID (excluyendo el estado de emergencia, el Decreto del Primer Ministro y las obligaciones).

## Cronología
El 27 de diciembre del 2020, comenzó la campaña de vacunación, cuando Italia recibió 9.750 dosis de la vacuna Pfizer – BioNTech COVID-19. Estas dosis se utilizaron íntegramente en los días siguientes para vacunar a cierta parte del personal médico y sanitario de los hospitales.

## Vacunas por encargo
| Vacuna             | Dosis   | Progreso                    | Efectividad | Aprobación              | Despliegue              |
| ------------------ | ------- | --------------------------- | ----------- | ----------------------- | ----------------------- |
| Pfizer–BioNTech    | 2 dosis | Ensayos clínicos - Fase III | 95.00%      | 21 de diciembre de 2020 | 27 de diciembre de 2020 |
| Moderna            | 2 dosis | Ensayos clínicos - Fase III | 94.41%      | 6 de enero de 2021      | 12 de enero de 2021     |
| Oxford-AstraZeneca | 2 dosis | Ensayos clínicos - Fase III | 70.40%      | 29 de enero de 2021     | 6 de febrero de 2021    |